# Chadisra basalis
Chadisra basalis är en fjärilsart som beskrevs av Moore 1883. Chadisra basalis ingår i släktet Chadisra och familjen tandspinnare. Inga underarter finns listade i Catalogue of Life.